# Ángel García Roldán
Ángel García Roldán (Arévalo, província d'Àvila, 17 de desembre de 1946) és un escriptor i guionista espanyol. Resideix a Madrid i treballa com a enginyer tècnic alhora que es dedica a la literatura. Literàriament és influït principalment per Paul Auster i Mario Vargas Llosa. El 1985 aconseguí el primer reconeixement en ser guardonat amb el primer Premi Internacional de Novel·la Plaza & Janés amb Las cortes de Coyagua, novel·la d'ambientació llatinoamericana. El seu tercer llibre, A boca de noche (1988), li va servir com a base per a escriure el guió de la pel·lícula El viaje de Carol (2002), que fou nominada a la Medalla del Cercle d'Escriptors Cinematogràfics al millor guió adaptat. Alhora, va col·laborar en guions per a capítols de sèries de televisió com Los ladrones van a la oficina (1994), Quítate tú pa' ponerme yo (1998) i Jacinto Durante, representante (2000). El 2009 va escriure el guió de la pel·lícula Bullying de Josetxo San Mateo.

## Obres
Literàries
- Las cortes de Coguaya (Premi Internacional de Novel·la Plaza & Janés, 1985)
- Todo el peso del silencio (Premi Ateneo de Santander, 1984)[5]
- A boca de noche (1988)
- El sueño etíope (2014)
- Howth Road (2018)

Guions cinematogràfics
- El viaje de Carol (2002)
- Bullying (2009)